# Erik Maklári
Erik Maklári (ungarisch Maklári Erik; * 6. März 1989) ist ein ehemaliger ungarischer Eishockeyspieler, der unter anderem für Alba Volán Székesfehérvár in der Ungarischen Eishockeyliga und Újpesti TE in der MOL Liga aktiv war.

## Karriere
Erik Maklári begann seine Karriere als Eishockeyspieler in der Jugend von Alba Volán Székesfehérvár, für dessen Profimannschaft er in der Saison 2007/08 sein Debüt in der Ungarischen Eishockeyliga gab. Gleich in seinem Rookiejahr wurde der Angreifer erstmals mit seinem Team Ungarischer Meister, wobei er in 29 Spielen drei Vorlagen gab. In den folgenden drei Spielzeiten konnte der Junioren-Nationalspieler diesen Erfolg mit Alba Volán wiederholen. Seit der Saison 2008/09 steht er for Alba Volán zudem in der Österreichischen Eishockey-Liga auf dem Eis sowie für die zweite Mannschaft von Alba Volán in der MOL Liga. In der Saison 2009/10 war er zwischenzeitlich an die Miskolci Jegesmedvék JSE ausgeliehen, für die er insgesamt 26 Spiele in der MOL Liga und der ungarischen Liga bestritt. 

### International
Für Ungarn nahm Maklári im Juniorenbereich an der U18-Junioren-C-Weltmeisterschaft 2007 sowie der U18-Junioren-B-Weltmeisterschaft 2006 teil. Des Weiteren stand er im Aufgebot Ungarns bei den U20-Junioren-B-Weltmeisterschaften 2008 und 2009.

## Erfolge und Auszeichnungen
- 2008 Ungarischer Meister mit Alba Volán Székesfehérvár
- 2009 Ungarischer Meister mit Alba Volán Székesfehérvár
- 2010 Ungarischer Meister mit Alba Volán Székesfehérvár
- 2011 Ungarischer Meister mit Alba Volán Székesfehérvár
- 2012 Ungarischer Meister mit Alba Volán Székesfehérvár

## ÖEHL-Statistik
(Stand: Ende der Saison 2010/11)